# Митяев, Александр Казимирович
Митяев Александр Казимирович (род 29.03.1923 — ?) — советский монтажник. Герой Социалистического Труда (1974).

## Биография
Родился в 1923 году в селе Шепелёвка Рязанской области
С 1931 года проживал в Новокузнецке. С 1940 года учился на электромонтажника. С 1941 работал на строительстве Кузнецкого металлургического комбината. С 1943 года работает бригадиром. с 1961 работает в Антоновском стройуправлении. Его бригада подготовила электрическую часть подъемных кранов к эксплуатации.

## Награды
- Золотая звезда Героя Социалистического Труда.(1974)
- 2 ордена Ленина (1970) и (1970)